# Katja Woywoodová
Katja Woywoodová (nepřechýleně Katja Woywood; * 10. květen 1971 v Západním Berlíně, Německo, vlastním jménem Kathinka Wozichewski) je německá herečka.

## Život
Hrála v mnoha německých filmech a seriálech. První byla minisérie Der Schatz im Niemandsland (1987). Od roku 2008 do roku 2019 hrála v německém seriálu Kobra 11 šéfovou Kim Krügerovou. Za pozornost určitě stojí, že v roce 2001 hrála v seriálu Kobra 11: Nasazení týmu 2 v epizodě Únos Tanju Hoffmannovou.
Mluví německy, anglicky a francouzsky a ovládá berlínský dialekt. Měří 165 cm, má hnědé vlasy a hnědé oči. Jezdí na koni, hraje squash, tančí a má ráda inline brusle. Od srpna 1998 je vdaná za herce Marca Girntha, který se v jedné epizodě Kobry 11 objevil po jejím boku. Mají spolu syna Niklase. Žije se svou rodinou v Berlíně.[kdy?]

## Filmografie
- 1977: Starej
- 1981: Das Traumschiff
- 1987: Der Schatz im Niemandsland
- 1988: Fest im Sattel
- 1989: Die Schwarzwaldklinik (dvě epizody)
- 1990: Pension Corona
- 1991: Glückliche Reise
- 1991: Tatort (Episode: Tod eines Mädchens)
- 1992: Schuld war nur der Bossa Nova
- 1992: Der Fotograf oder Das Auge Gottes (Episode: Das Spiel der Spiele)
- 1992: Das Traumschiff (Episode: Norwegen)
- 1992: Glückliche Reise (Episode: Australien)
- 1993: Schicksalsspiel
- 1993: Großstadtrevier (Episode: Zapfenstreich)
- 1993: Happy Holiday (Episode: Der Profi)
- 1994: Das Traumschiff (Episode: Dubai)
- 1994: Die Männer vom K3 (Episode: Eine saubere Stadt)
- 1994: Ein unvergessliches Wochenende in Kanada
- 1994: Max Wolkenstein (Episode: Falscher Ehrgeiz)
- 1994: Um jeden Preis
- 1994: Die Stadtindianer
- 1994: Der Nelkenkönig
- 1994: Die Weltings vom Hauptbahnhof (Episode: Scheidung auf Kölsch)
- 1994–1998: Der Landarzt (unbekannte Episoden-Anzahl)
- 1995: Gegen den Wind
- 1995: Ein besonderes Paar
- 1995: Die Stadtindianer (Episode: Kanonenfutter)
- 1995: Die Drei (Episode: Der Zeuge der Anklage)
- 1995/1996: Inseln unter dem Wind
- 1996: Tatort (Episode: Der Phönix-Deal)
- 1996: SK-Babies (Episode: Gefährliche Liebe)
- 1996: Die Geliebte (Episode: Mamas Baby)
- 1996: Schwarz greift ein
- 1996: Der König (Episode: Madonna)
- 1996: U18 – Jungen Tätern auf der Spur
- 1996: Lust auf Liebe
- 1997: Derrick (Episoden: Der Mord, der ein Irrtum war und Fundsache Anja)
- 1997: SOKO 5113 (Episode: Eine Frage der Logik)
- 1997: Küstenwache
- 1997: Gehetzt (Episode: Der Tod im Sucher)
- 1997–2005: Der Alte (acht Episoden)
- 1998: Feuerläufer (Episode: Der Fluch des Vulkans)
- 1998: HeliCops – Einsatz über Berlin (Episode: Toter Punkt)
- 1998: Die Wache (Episode: Schwarzer Panther & Verlorenes Spiel)
- 1998: Verführt (Episode: Eine gefährliche Affäre)
- 1998: Tatort (Episode: Tanz auf dem Hochseil)
- 1999: Osudný Internet
- 1999–2008: Siska (sechs Episoden)
- 1999: Sokyně v lásce
- 1999: Geisterjäger John Sinclair (Episode: Rattenkönigin)
- 1999: Schwarz greift ein (Episode: Die Fälschung)
- 2000: Das Traumschiff (Episode: Seychellen)
- 2000: Das Traumschiff (Episode: Olympia 2000)
- 2000: Bei Berührung Tod
- 2000: Flashback – Mörderische Ferien
- 2001: Kobra 11: Nasazení týmu 2 (epizoda: Únos)
- 2001: Rosamunde Pilcher (Episode: Blumen im Regen & Sehnsucht nach Sandin)
- 2001: SOKO Leipzig (Episode: Der Hellseher)
- 2002: Das Glück ihres Lebens
- 2002: Utta Danella (Episode: Der Sommer des glücklichen Narren)
- 2002/2007: Küstenwache (zwei Episoden)
- 2003: Traumprinz in Farbe
- 2003: Das Glück ihres Lebens
- 2004: Inga Lindström (Episode: Die Farm am Mälarsee)
- 2004: Die Schwarzwaldklinik (Episode: Die nächste Generation)
- 2005: Pfarrer Braun (Episode: Bruder Mord)
- 2006: Das Traumhotel (Episode: Indien)
- 2006: SOKO Kitzbühel (Episode: Der Lodenkönig)
- 2006: Die Rosenheim-Cops
- 2006: Seraphim Falls
- 2007: Das Wunder der Liebe
- 2007: War ich gut?
- 2007: Die Tanzlehrerin
- 2007: Beim nächsten Tanz wird alles anders
- 2007: Ein Fall für zwei (Episode: Vertrauenssache)
- 2008: Zoogeflüster – Komm mir nicht ins Gehege!
- 2008 - 2019: Kobra 11
- 2009: Die Rosenheim Cops (Episode: Drei Sterne und ein Todesfall)
- 2009: Kommissar LaBréa (Episode: Tod an der Bastille)
- 2009: In aller Freundschaft (Episode: Gefühl und Entscheidung)
- 2010: Kreuzfahrt ins Glück (Episode: Hochzeitsreise nach Korfu)
- 2011: Toni Costa – Kommissar auf Ibiza (Episode: Der rote Regen)